# Buenópolis
Buenópolis is een gemeente in de Braziliaanse deelstaat Minas Gerais. De gemeente telt 9.627 inwoners (schatting 2009).

## Aangrenzende gemeenten
De gemeente grenst aan Augusto de Lima, Bocaiuva, Diamantina, Joaquim Felício en Lassance.